# سونيت 27
السونيت 27 هي واحدة من السوناتات الـ 154 التي كتبها ونشرها الشاعر الإنجليزي الشهير وليم شكسبير في كتابه الذي يُسمى «سونيتات شكسبير» والذي نُشر في عام 1609. تتناول السونيت 27 معاناة الشاعر من التعب الذهني والجسدي، ويمزج بين الصور الجمالية والقلق الداخلي، ويقدم لنا مثالاً على كيفية استخدام شكسبير للإيقاع والشكل الشعري ليعبر عن مشاعره وأفكاره.
السونيت هو نوع من الشعر يتكون من 14 سطرًا، وهذه السونيت هي جزءًا من مجموعة تُعرف باسم الشاب الجميل، وهي مجموعة من السونيتات التي كتبها شكسبير تتحدث عن مشاعر الشاعر تجاه شاب. هذه السونيت هي السونيت الأول في مجموعة من خمسة سونيتات تصوّر الشاعر وهو في عزلة، يتأمل في الشاب من مسافة بعيدة.
في السونيتات الأولى من هذه المجموعة، مثل السونيت 27 و28، يتناول الشاعر موضوع الليل والقلق، وهي مواضيع نجدها أيضًا في سونيتات الشاعر الإيطالي فرانشيسكو بتراركا، الذي كان له تأثير كبير على شكسبير.

## التحليل
الشاعر في سونيت 27 يشعر بالتعب الشديد ولا يستطيع أن يجد راحة سواء في النهار أو في الليل. تبدأ السونيت بوصف الشاعر وهو يعود إلى سريره بعد يوم طويل من العمل، حيث يذكر الشاعر أنه كان مشغولاً طوال النهار وكان مُتعباً للغاية. عند استلقائه على السرير، يبدأ ذهنه في العمل مجدداً، وليس في سبيل الراحة، بل للتفكير بالشاب الذي يشتاق له. على الرغم من أن الشاعر في الظلام، حيث لا يرى شيئاً، فإن خياله يراه بصورة واضحة وكأن الصورة تظهر له في الظلام مثل الجوهرة، هذه الرؤية تجعل الليل الذي عادة ما يكون مظلماً ومربكاً يبدو جميلاً في نظر الشاعر. لكن هناك عنصر من المفارقة هنا: حيث إن الليل يُربَط بالجمال، بينما «الأسود» في الليل يرتبط بالقبح، كما أن الليل يحمل طابعاً أنثوياً في تصوره لدى الشاعر. ورغم هذه الرؤية الجميلة للشاب، فإن السونيت تنتهي بطريقة غير متوقعة؛ فالشاعر لا يشعر بالراحة، بل على العكس، تزيده هذه الرؤية من القلق والتعب، ولا يستطيع أن يجد السلام في ذهنه.

## الهيكل
السونيت 27 هي سونيت إنجليزية شكسبيرية تتكون من 14 سطراً. تتضمن ثلاث رباعيات تليها سطرين نهائيين. مخطط القافية في هذا السونيت تتبع نمطاً معيناً يُسمى "ABAB CDCD EFEF GG"، حيث يتنقل الصوت من سطر لآخر وفقاً لهذا النظام. كما أن السونيت مكتوبة بأسلوب يسمى «الإيقاع الخماسي الإيامبي»، وهو نوع من الإيقاع في الشعر يتكون كل سطر فيه من خمسة أقدام، حيث يحتوي كل قدم على مقطعين صوتيين الأول ضعيف والثاني قوي. في السطر الثالث من السونيت، نجد مثالاً على هذا الإيقاع الخماسي الإيامبيعندما يذكر الشاعر في سطره "But then begins a journey in my head"، حيث نلاحظ التوزيع المنتظم للقوة والضعف في المقاطع الصوتية.
```
×   /    ×  /  ×   /  ×   /  ×   / 
But then begins a journey in my head (27.3)
```

/ = ictus، وهو موقع صوتي قوي من حيث القياس. × = nonictus.

## وصلات خارجية
- إعادة صياغة وتحليل (شكسبير-اون لاين)
- التحليل